# TikiWiki
TikiWiki, egentligen Tiki Wiki CMS Groupware, är en fri och öppen, wikibaserat webbpubliceringssystem, huvudsakligen skrivet i PHP och distribuerat via GNU Lesser General Public License (LGPL) licensen, det vill säga fri programvara.

## Namnet
Namnet TikiWiki skrivs med kamelnotation. 